# Tall Ulu Faukani
Tall Ulu Faukani (arab. تل علو فوقاني) – wieś w Syrii, w muhafazie Al-Hasaka. W 2004 roku liczyła 272 mieszkańców.